# Lovetown Tour
El Lovetown Tour fue una gira realizada por la banda de rock irlandesa U2 durante 1989 y 1990 por las ciudades principales de Europa, Asia y Oceanía. Muchos dicen [cita requerida]que esta gira fue solo una extensión de su antecesor, el Joshua Tree Tour.
Inicialmente esta gira había sido planeada solo para Australia y Japón aunque luego, al despertar demasiado interés en el público, tuvo que extenderse por las principales ciudades de Europa. El lanzamiento del Lovetown Tour tuvo lugar el 21 de septiembre de 1989 en el Entertainment Center de la ciudad australiana de Perth.

## El show
En cuanto a espectacularidad se refiere, la gira era bastante modesta, basándose en un escenario bastante colorido diseñado por el artista chileno René Castro, quien ya había participado en el diseño de otro escenario para U2 en la A Conspiracy of Hope Tour.
El setlist de las presentaciones fue muy variado, la banda en la cima de su popularidad, a veces abría los conciertos con "Where The Streets Have No Name", otras con "God Part II", "Hawkmoon 269" o simplemente con "Bullet the Blue Sky", aunque se puede afirmar que la mayoría de las canciones interpretadas pertenecía a The Joshua Tree (1987) y Rattle and Hum (1988).
El punto fuerte de esta gira fue el telonero que acompañó a la banda, la leyenda viviente del blues B.B King. Al finalizar cada concierto B.B King subía a cantar a dúo con Bono, "When Love Comes to Town" y "Love Rescue Me", a excepción del concierto realizado en la ciudad holandesa de Ámsterdam el 18 de diciembre de 1989, donde no teloneó a U2.

## Setlist recurrente
1. Where the Streets Have No Name
2. I Will Follow
3. I Still Haven't Found What I'm Looking For
4. MLK
5. One Tree Hill
6. Gloria
7. God Part II
8. Desire
9. All Along The Watchtower
10. All I Want Is You
11. Bad
12. Van Diemen's Land
13. Bullet the Blue Sky
14. Running to Stand Still
15. New Year's Day
16. Pride (In the Name of Love)
17. Angel of Harlem
18. When Love Comes to Town
19. Love Rescue Me
20. With or Without You
21. 40

### Canciones más tocadas
- All Along The Watchtower (47 veces)
- I Still Haven't Found What I'm Looking For (47 veces)
- Pride (In the Name of Love) (47 veces)
- Angel of Harlem (46 veces)
- Desire (46 veces)
- Love Rescue Me (46 veces)
- When Love Comes To Town (46 veces)
- Where the Streets Have No Name (46 veces)
- I Will Follow (44 veces)
- New Year's Day (43 veces)
- All I Want Is You (42 veces)
- Bullet the Blue Sky (42 veces)
- God Part II (36 veces)
- MLK (36 veces)
- With or Without You (36 veces)
- Bad (35 veces)
- 40 (33 veces)
- Running To Stand Still (31 veces)
- Van Diemen's Land (31 veces)
- People Get Ready (22 veces)

## 1.ª Etapa. Oceanía y Japón.
La primera mitad del tour llevó a la banda por las principales urbes de Oceanía: Perth, Brisbane, Melbourne, Sídney, Adelaida, Christchurch, Wellington y Auckland, y luego por las ciudades japonesas de Yokohama, Tokio y Osaka.
| Fecha                    | País          | Ciudad       | Lugar                   |
| 21 de septiembre de 1989 | Australia     | Perth        | Entertainment Centre    |
| 22 de septiembre de 1989 | Australia     | Perth        | Entertainment Centre    |
| 23 de septiembre de 1989 | Australia     | Perth        | Entertainment Centre    |
| 27 de septiembre de 1989 | Australia     | Sídney       | Entertainment Centre    |
| 28 de septiembre de 1989 | Australia     | Sídney       | Entertainment Centre    |
| 29 de septiembre de 1989 | Australia     | Sídney       | Entertainment Centre    |
| 2 de octubre de 1989     | Australia     | Brisbane     | Entertainment Centre    |
| 3 de octubre de 1989     | Australia     | Brisbane     | Entertainment Centre    |
| 4 de octubre de 1989     | Australia     | Brisbane     | Entertainment Centre    |
| 7 de octubre de 1989     | Australia     | Melbourne    | National Tennis Centre  |
| 8 de octubre de 1989     | Australia     | Melbourne    | National Tennis Centre  |
| 9 de octubre de 1989     | Australia     | Melbourne    | National Tennis Centre  |
| 12 de octubre de 1989    | Australia     | Melbourne    | National Tennis Centre  |
| 13 de octubre de 1989    | Australia     | Melbourne    | National Tennis Centre  |
| 14 de octubre de 1989    | Australia     | Melbourne    | National Tennis Centre  |
| 16 de octubre de 1989    | Australia     | Melbourne    | National Tennis Centre  |
| 20 de octubre de 1989    | Australia     | Sídney       | Entertainment Centre    |
| 21 de octubre de 1989    | Australia     | Sídney       | Entertainment Centre    |
| 27 de octubre de 1989    | Australia     | Adelaida     | Memorial Drive Stadium  |
| 28 de octubre de 1989    | Australia     | Adelaida     | Memorial Drive Stadium  |
| 4 de noviembre de 1989   | Nueva Zelanda | Christchurch | Lancaster Park          |
| 8 de noviembre de 1989   | Nueva Zelanda | Wellington   | Athletic Park           |
| 10 de noviembre de 1989  | Nueva Zelanda | Auckland     | Western Springs Stadium |
| 11 de noviembre de 1989  | Nueva Zelanda | Auckland     | Western Springs Stadium |
| 17 de noviembre de 1989  | Australia     | Sídney       | Entertainment Centre    |
| 18 de noviembre de 1989  | Australia     | Sídney       | Entertainment Centre    |
| 19 de noviembre de 1989  | Australia     | Sídney       | Entertainment Centre    |
| 23 de noviembre de 1989  | Japón         | Yokohama     | Sports Arena            |
| 25 de noviembre de 1989  | Japón         | Tokio        | Tokyo Dome              |
| 26 de noviembre de 1989  | Japón         | Tokio        | Tokyo Dome              |
| 28 de noviembre de 1989  | Japón         | Osaka        | Castle Hall             |
| 29 de noviembre de 1989  | Japón         | Osaka        | Castle Hall             |
| 1 de diciembre de 1989   | Japón         | Osaka        | Castle Hall             |

## 2.ª Etapa. Europa
La segunda parte del "Lovetown Tour" pasó por las ciudades de París en Francia, Dortmund en Alemania, Ámsterdam en Holanda, y cuatro noches en Dublín, una incluyendo la noche de fin de año, el 31 de diciembre de 1989, todas en el Point Depot de la capital irlandesa. precisamente esa noche se grabó el concierto el bootleg Live from the Point Depot, publicado más tarde en el box set The Complete U2. U2 finalizaría con las cuatro noches en Róterdam, los días 5, 6,9 y 10 de enero de 1990.
Desde la segunda etapa del tour surgieron varios problemas en la banda, principalmente en la voz de Bono, motivo por el cual se pospusieron dos de los tres conciertos en la ciudad de Ámsterdam (de hecho el único realizado en esta ciudad, es visiblemente más corto que en el resto de la gira), que luego fueron reprogramados (y aumentados a cuatro shows) en otra ciudad holandesa, Róterdam, los primeros días de 1990. Además las cinco fechas programadas para el Point Depot en Dublín fueron reducidas a solo cuatro, en parte para la correcta recuperación vocal de Bono y también para aplacar una polémica que se dio en esos días por el valor de las entradas. También durante las últimas fechas se había creado un fuerte rumor de separación de la banda entre los seguidores más fieles, fundamentándose en los problemas maritales que sufría The Edge en ese momento, en la atmósfera de "adiós" que había en los conciertos y también en la inclusión de viejos clásicos de la banda en sus shows.
| Fecha                   | País         | Ciudad    | Lugar                            |
| 11 de diciembre de 1989 | Francia      | París     | Palais Omnisports de Paris-Bercy |
| 12 de diciembre de 1989 | Francia      | París     | Palais Omnisports de Paris-Bercy |
| 14 de diciembre de 1989 | Alemania     | Dortmund  | Westfalenhalle                   |
| 15 de diciembre de 1989 | Alemania     | Dortmund  | Westfalenhalle                   |
| 16 de diciembre de 1989 | Alemania     | Dortmund  | Westfalenhalle                   |
| 18 de diciembre de 1989 | Países Bajos | Ámsterdam | Rai Europa Hal                   |
| 26 de diciembre de 1989 | Irlanda      | Dublín    | Point Depot                      |
| 27 de diciembre de 1989 | Irlanda      | Dublín    | Point Depot                      |
| 30 de diciembre de 1989 | Irlanda      | Dublín    | Point Depot                      |
| 31 de diciembre de 1989 | Irlanda      | Dublín    | Point Depot                      |
| 5 de enero de 1990      | Países Bajos | Róterdam  | Sportpaleis Ahoy                 |
| 6 de enero de 1990      | Países Bajos | Róterdam  | Sportpaleis Ahoy                 |
| 9 de enero de 1990      | Países Bajos | Róterdam  | Sportpaleis Ahoy                 |
| 10 de enero de 1990     | Países Bajos | Róterdam  | Sportpaleis Ahoy                 |